# John Paul Verree

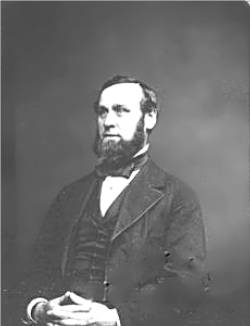
John Paul Verree

John Paul Verree (* 9. März 1817 bei Philadelphia, Pennsylvania; † 27. Juni 1889 ebenda) war ein US-amerikanischer Politiker. Zwischen 1859 und 1863 vertrat er den Bundesstaat Pennsylvania im US-Repräsentantenhaus.

## Werdegang
John Verree wurde auf dem Anwesen Verree Mills nahe Philadelphia geboren. Er besuchte die Schulen seiner Heimat und war danach in der Eisen- und Stahlindustrie tätig. Außerdem handelte er mit Werkzeugen. Gleichzeitig schlug er eine politische Laufbahn ein. Zwischen 1851 und 1857 gehörte er dem Stadtrat von Philadelphia an, dessen Vorsitzender er in den Jahren 1853 bis 1857 war. Politisch schloss er sich der 1854 gegründeten Republikanischen Partei an.
Bei den Kongresswahlen des Jahres 1858 wurde Verree im dritten Wahlbezirk von Pennsylvania in das US-Repräsentantenhaus in Washington, D.C. gewählt, wo er am 4. März 1859 die Nachfolge des Demokraten James Landy antrat. Nach einer Wiederwahl konnte er bis zum 3. März 1863 zwei Legislaturperioden im Kongress absolvieren. Diese waren bis 1861 von den Ereignissen im Vorfeld des Bürgerkrieges und seit 1861 vom Krieg selbst geprägt. Im Jahr 1862 verzichtete er auf eine weitere Kandidatur.
Nach dem Ende seiner Zeit im US-Repräsentantenhaus nahm John Verree seine früheren Tätigkeiten wieder auf. Außerdem stieg er in das Lebensversicherungsgeschäft ein. In der Stahlbranche gründete er zwei Firmen. In den Jahren 1875 und 1876 war er in Philadelphia Präsident der dortigen Union League, die der Republikanischen Partei nahestand. Danach zog er sich in den Ruhestand zurück. Er starb am 25. Juni 1889 auf dem Anwesen Verree Mills.